# Saga do Clone
A Saga do Clone (ou Saga do Clone do Homem-Aranha) (em inglês: Clone Saga) é uma das principais sagas do Homem Aranha.
Foi publicada pela Marvel Comics de 1994 a 1996 envolvendo vários clones do personagem. É considerada uma das mais controversas já contadas na história das histórias em quadrinhos: como as revistas venderam bem, no Brasil, os autores foram encorajados a prolongar a história pelo maior tempo possível, o que é provavelmente o maior problema da saga.

## A Saga do Clone original
As bases para esta saga iniciam-se quando o Chacal procura criar um clone de Peter Parker/Homem Aranha e também de Gwen Stacy. Após tentativas frustradas, um primeiro clone é finalizado, porém, este começa a deformar-se, sendo rejeitado. Ele viria a se tornar o vilão/anti-herói Kaine. Finalmente, o Chacal obtém êxito e leva o clone a uma disputa contra o Homem Aranha original, que acaba saindo-se vencedor.

## A Saga do Clone II
O clone acaba se dando conta de sua situação ao ver Peter com Mary Jane, e então muda-se para Miami onde conhece o cientista Seward Trainner, e adota o nome Ben Reilly (Ben em alusão ao tio Ben e Reilly porque este era o sobrenome de solteira de May Parker, tia de Peter)
Possuindo as memórias do Aranha original (e também o senso de responsabilidade que norteia a vida de Peter), Ben Reilly retorna ao saber que (a supostamente) May estava quase morrendo, causando um grande cataclisma ao já abalado Peter que sofria por causa do estado de May, pela morte de Harry Osborn, e (não muito tempo depois) por uma acusação da assassinato. Como forma de combater o crime, Ben adota um uniforme e é rapidamente batizado de Aranha Escarlate. Porém Seward Trainer (a mando de Ogro) manipula seus testes de DNA, e revela que Ben é o aranha original. Após combates contra Kaine e Chacal, Peter decide abandonar o traje de Homem Aranha, dando a Ben a responsabilidade de usar o uniforme e o nome, para que ele pudesse finalmente viver uma vida normal para cuidar de Mary Jane e da criança que ela esperava. Com um novo uniforme, Ben assume a identidade de Homem Aranha. Nesse tempo, Peter usaria seu traje antigo mais algumas vezes até perder seus poderes em uma aventura em Portland, e até quase falece.

## Final
Ao final da saga, revela-se que Norman Osborn,o primeiro Duende Verde (que acreditva-se que estivesse morto) é quem estava por trás de tudo. Ele tenta explodir o Clarim Diário, mas todos são salvos por Ben, enquanto Peter luta contra o Duende. "Correção: Peter estava no hospital para morrer quando seus poderes voltam e ele destroi todo o quarto com uma força descontrolada se batendo por todo o quarto e destruindo-o todo"  Ao final, Ben Reilly morre e seu corpo dissolve-se, provando que Peter Parker sempre foi verdadeiro o Homem-Aranha.